# Koninklijk Conservatorium Luik

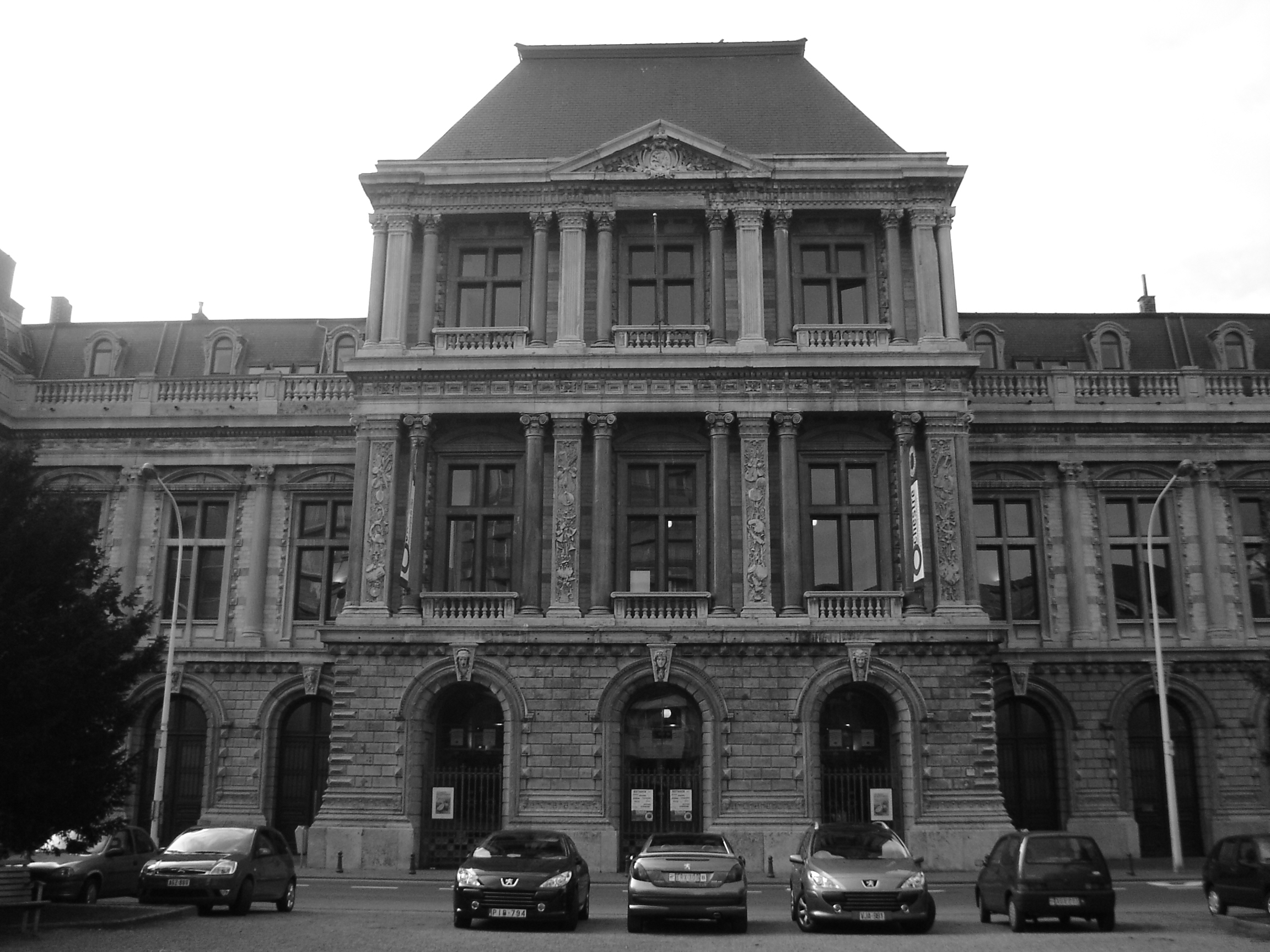
Koninklijk Conservatorium Luik

Het Koninklijk Conservatorium Luik of in het Frans Conservatoire royal de Liège is een conservatorium voor muziek en toneelkunst in de Waalse stad Luik.

## Geschiedenis
Op besluit van de koning Willem I der Nederlanden werd in 1826 het Koninklijk Conservatorium opgericht. Het neoclassicistisch gebouw aan het boulevard Piercot 29 en de rue Forgeur werd in 1887 na plannen van de architecten Louis Boonen en Laurent Demany (1827-1898) opgericht en op 30 april 1887 in gebruik genomen. Binnen het gebouw is een grote concertzaal, die ook door het Filharmonisch orkest van Luik benut werd.

## Structuur
Het conservatorium leidt op tot volgende diploma's :
- Bachelor en Master in de Muziek, met afstudeerrichtingen in
  - Instrument:
    - Orkestinstrumenten: viool, altviool, cello, contrabas, fluit, hobo, klarinet, saxofoon, fagot, hoorn, trompet, trombone, tuba, slagwerk.
    - Piano, orgel, harp, gitaar
    - Kamermuziek

  - Zang:
  - Muziektheorie en -schriftuur:
    - Muziektheorie en -geschiedenis
    - Schriftuur
    - Compositie
    - Orkestdirectie

  - Jazz en lichte muziek
- Bachelor en Master in Drama
- Master na Master in de Symfonische muziek
- Lerarenopleiding in de muziek

Tegenwoordig is François Thiry directeur van het conservatorium.

## Tegenwoordige en voormalige leraren
- Joseph Alfidi, piano
- Patrick Baton
- René Bernier, muziekhistorie
- Louis Closson, piano
- Mathieu Crickboom
- René Defossez, muziektheorie
- Gilbert De Greef
- Jos De Greeve, harmonie
- Charles Danneels, fuga
- Jules Defebve, muziektheorie
- Paul Deliège, kamermuziek
- René Delporte
- Léopold Douin (1931-2002), viool
- Désiré Duysens, muziektheorie
- Sylvain Dupuis, compositie
- Oscar Englebert
- Michel Fourgon
- Jan Frassen
- Anne Froidebise, orgel
- Pierre Froidebise, orgel
- Paul Gilson, componist en muziekpedagoog
- Edgard Grosjean
- Charles Hens, orgel
- André Jadot

- Maurice Jaspar, piano
- Michel Jetteur
- Jos Kamp, cello
- Louis Lavoye, harmonie
- Michel Leclerc, kamermuziek (1946-1976)
- Joseph Leroy, contrapunt
- Alfred Mahy, harmonieleer
- Jeanne Maison, piano
- Armand Marsick (1877-1959), professor voor harmonie (1927-1942)
- Georges-Elie Octors, slagwerk
- Francis Orval
- Henri Pousseur, directeur en professor voor compositie
- Fernand Quinet, orkest-directie
- François Rasse, directeur van 1925 tot 1938
- Jules Robert, kamermuziek
- Jean Rogister
- Frederic Rzewski
- Camille Schmit, professor voor contrapunt en fuga (1959-1966)
- Hubert Schoonbroodt, orgel
- Raymonde Serverius, zang
- Carl Smulders, harmonie (1891-1927)
- Joseph Spira
- René Vanstreels
- Sydney Vantyn, piano en orgel
- Eugène Ysaÿe, viool

## Voormalige studenten
- René Barbier, componist
- Roland Cardon, componist en dirigent
- Jean Claessens, dirigent, muziekpedagoog
- Jos Cleber, dirigent, componist en programmamaker
- Désiré de Pauw, dirigent
- Guy Duijck, componist en dirigent
- Benoît Franssen, componist, dirigent, organist en beiaardier
- Benoît Giaux, bariton
- André Jadot
- Mathieu Janssen, dirigent, organist en tubaïst
- Léon Jongen, componist, directeur van het Koninklijk Conservatorium te Brussel
- Gust Langendries, dirigent
- Thibaut Lenaerts, tenor
- Teun Michiels, tenor, pedagoog, Stadsbeiaardier van Diest
- Philippe Müller, acteur
- Fabrice Murgia, acteur en theatermaker

- Matty Niël, componist
- Angélique Noldus, alt
- Claudine Novikow, hoornist
- Désiré Pâque, componist en organist
- Guillaume Pörteners, dirigent
- Marco Pütz, componist
- Mathieu Spoel, componist en dirigent
- Piet Stalmeier, componist, organist, muziekpedagoog en dirigent
- Jean-Luc Thellin, organist
- Louis Toebosch, componist, muziekpedagoog en organist
- Jacques Ubaghs, dirigent, klarinettist en violist
- Anatole van Assche, componist, dirigent, beiaardier, pianist, fluitist, klarinettist, muziekpedagoog
- Philippe Verly
- Berthe di Vito-Delvaux, componiste,
- René Vanstreels, componist, muziekpedagoog, organist en beiaardier
- Patrick Wilwerth, componist, organist